# 霍夫曼克羅辛 (印地安納州)
霍夫曼克羅辛（英語：Hoffman Crossing）是位於美國印地安納州克萊縣的一個非建制地區。該地的面積和人口皆未知。

## 地理
霍夫曼克羅辛的座標為39°21′33″N 86°56′59″W / 39.35917°N 86.94972°W，而該地的平均海拔高度為189米（即620英尺）。